# Purwa
Purwa es un pueblo y nagar Panchayat situado en el distrito de Unnao en el estado de Uttar Pradesh (India). Su población es de 24467 habitantes (2011). 

## Demografía
Según el censo de 2011 la población de Purwa era de 24467 habitantes, de los cuales 12659 eran hombres y 11808 eran mujeres. Purwa tiene una tasa media de alfabetización del 71,99%, superior a la media estatal del 67,68%: la alfabetización masculina es del 78,34%, y la alfabetización femenina del 65,20%.